# Dürriaden Kadın
Dürriaden Kadın, död 1909, var andra hustru till den osmanska sultanen Mehmet V (regerande 1909–1918).
Hon var cirkasser och gavs till det kejserliga osmanska haremet som barn vid tre års ålder 1863. Vigseln ägde rum 1876. Paret fick en son, som led av dålig hälsa, ofta var sjuk och slutligen avled ung. Hennes make blev sultan i april 1909. Hon avled i tuberkulos senare samma år. 